# Aricidea oculata
Aricidea oculata är en ringmaskart som beskrevs av Hartmann-Schröder och Rosenfeldt 1990. Aricidea oculata ingår i släktet Aricidea och familjen Paraonidae. Inga underarter finns listade i Catalogue of Life.